# Литомержице
Литоме́ржице (на чешки: Litoměřice [ˈlɪtomɲɛr̝ɪtsɛ]; на немски: Leitmeritz, Лайтмериц) е старинен град в северозападна Чехия, Устецки край. Административен център на окръг Литомержице. Числеността на населението през 2012 година е 24 385 души.

## География
Разположен в долината на реките Елба и Охрже, на 136 m надморска височина, приблизително на 72 km от Прага.

## История
За официална дата на основаването на града се счита 1057 г., когато княз Спитигнев II основава на това място базилика в романски стил, на чието място през 17 век е издигната катедралата „Св. Стефан“. В периода 10–12 век Литомержице влиза във владенията на династията Пршемисловци, която по-късно го дарява на знатния род Връшовци (заедно с град Жатец за военни и политически заслуги (до 1108 г.).
От 13 век Литомержице се превръща в културен център на края. В него се построяват постоянни седалища на францисканския и доминиканския орден. Градът постепенно се застроява с каменни къщи и се разширява. От 1655 г. става седалище на епископа на местната епархия.
На около 5 км се намира друго историчесто място – град Терезин.

## Забележителности
Катедрала „Свети Стефан“, манастирите „Свети Войтех“ и „Свети Вацлав“, манастирът „Вси светии“, йезуитска и доминиканска катедрала, капуцински манастир, синагога. Недолече от града се намират Клащерец над Охржи, високият хълм Радобил и бившият подземен военен завод на Третия райх Б5-Рихард.

## Личности
- Карел Маха – чешки поет, живял и починал в Литомержице.

## Побратимени градове
- Армантер, Франция.
- Дапитан, Филипини.
- Каламба, Филипини.
- Майсен, Германия.
- Фулда, Германия.